# Kremer 21-Meter-Typ
Der 21-Meter-Kutter war eine Bauserie von 17 Fischkuttern, die beginnend mit der Scholle von der Werft D. W. Kremer Sohn in Elmshorn von 1945 bis 1949 gebaut wurde.
Die meisten der 21 Meter langen Schiffe gingen an die Reederei Weidtmann & Ballin, weitere an die Glückstädter Heringsfischerei sowie zwei an die Reederei F. Laeisz in Hamburg.
Elf der Kutter, darunter auch die Plisch und die Plum, wurden 1949 gegen Zuckerlieferung an das spätere VEB Fischkombinat Saßnitz verkauft. Sie erhielten dadurch den Spitznamen Zuckerkutter. Sieben der Zuckerkutter kamen 1965 nach Umbau als Grenzkutter zur Grenzbrigade Küste der Deutschen Demokratischen Republik. Sechs der Grenzkutter wurden bis 1988 abgewrackt. Der Grenzkutter G 762 diente nach 1988 kurzzeitig wieder dem volkseigenen Fischfang.
Das als Plum in Dienst gestellte Schiff blieb Fischkutter und kam in den 2000er Jahren nach Łeba in Polen, wo es als DR Słowik mit Angeltouristen die Ostsee befährt – wie auch die ebenfalls erhaltene MS Barents-See in Rostock. Zwei weitere der Sassnitzer Kutter befinden sich in den Niederlanden.
Kutter Meta Schröter heißt jetzt Margrit und firmiert als schwimmendes "Eiscafé Zuckerkutter" im Bremerhaven.

## Geschichte
Nach dem Zweiten Weltkrieg waren sowohl Schiffbau wie auch Schifffahrt von den Besatzungsmächten streng reglementiert. Neubauten des ehemaligen Rüstungsbetriebs D. W. Kremer Sohn in Elmshorn waren auf Fischkutter beschränkt, da sie der Grundversorgung der Bevölkerung dienten. Kremer baute zuerst drei Kutter auf eigene Rechnung: 1945 Scholle (Baunummer 944) und Dorsch (945), 1946 Stint (946). Da sie gut abgesetzt werden konnten, legte die Werft 1946 eine Serie von weiteren 14 Kuttern mit 21 Meter Länge auf. Beim Entwurf wurde Wert auf gute Segeleigenschaften gelegt, drei Hilfssegel sollten den Treibstoffverbrauch niedrig halten. Vor den letzten beiden Baunummern begann die Werft den Bau einer neuen Serie von sechs Kuttern – beginnend mit der Kehrwieder – mit 18 Meter Länge.

### Auslieferung
Für die Reederei F. Laeisz bedeutete die Bestellung der Plisch und der Plum einen Neuanfang nach dem Zweiten Weltkrieg. Ein Großteil ihrer Schiffe gingen im Krieg durch Bomben, Torpedos und Seeminen verloren. Die Kühlschiffe Panther, Pelikan und Pontos wurden 1945/1946 an das Vereinigte Königreich abgeliefert, der letzte Flying P-Liner Padua und der Trockenfrachter Paloma gingen an die Sowjetunion, Letzterer nach dem Rücktransport polnischer Zwangsarbeiter nach Gdynia. Um den Reedereibetrieb kauf- und seemännisch aufrechtzuerhalten, erwarb F. Laeisz die beiden Kutter in Elmshorn. Nach alter Tradition, die 1857 mit der Bark Pudel begann, erhielten sie ebenfalls mit „P“ beginnende Namen: Plisch und Plum, bekannt durch die Bildergeschichte von Wilhelm Busch. Die Besatzungen kamen aus Finkenwerder wie Kapitän Behrens, der später Inspektor der Reederei wurde. Die beiden Kutter fingen Fisch in der Nord- und der mittleren Ostsee. Möglicherweise war die Reederei Laeisz auch Auftraggeber für den Kutter Planet. Dieser wurde jedoch an zwei Partreeder aus Hamburg und Burgstaaken ausgeliefert.
Weitere Kunden waren die Glückstädter Heringsfischerei und Weidtmann & Ballin in Hamburg als Korrespondentreeder für fünf Partenreeder mit den Kuttern Alsterfleet, Werna, Gunnel, Süllberg und Wiebke.

### Verkauf nach Sassnitz / „Zuckerkutter“ / SAS-Kutter
Mit der Einführung der Deutschen Mark im Juni 1948 sanken die Erträge und der Wert der Fahrzeuge. F. Laeisz und Weidtmann & Ballin verkauften 11 der unrentabel gewordenen Kutter im Sommer 1949 über die Deutscher Außenhandel (DAHA) an die VVB Fischwirtschaft Saßnitz (seit 1952 VEB Fischkombinat Sassnitz). Es war ein Kompensationsgeschäft, bezahlt wurde mit Zucker.
Die „Zuckerkutter“ erhielten neue Namen und die Fischereikennzeichen SAS 201 bis SAS 211.
So wurde aus dem Kutter Plum SAS 205 Sachsen-Anhalt und aus Plisch SAS 208 Bremen.
Im Jahr 1958 wurden die Schiffe modernisiert und erhielten stärkere Schiffsdieselmotoren SKL 6 NVD 36 des VEB Schwermaschinenbau „Karl Liebknecht“ mit 224 PS. Die Geschwindigkeit wurde auf neun Knoten gesteigert und der Aktionsradius betrug 3700 Seemeilen.

### Grenzkutter Klasse „SAS“ der DDR
Im Jahr 1965 wurden sieben der elf Zuckerkutter zu Grenzkuttern der SAS-Klasse umgebaut. Diese hatten eine Wasserverdrängung von 90 Tonnen, eine Geschwindigkeit von elf Knoten und keine fest installierte Bewaffnung. Sie wurden zwischen dem 13. September und 27. Oktober 1965 bei der Grenzbrigade Küste als G 91 bis G 97 in Dienst gestellt. Ab 1976 waren die Kutter als „schwimmende Kontrollpunkte“ im Einsatz, sie erhielten die Nummern G 60 bis G 65, während G 97 (ex SAS 209 Hamburg) am 29. April 1976 außer Dienst gestellt und abgebrochen wurde. Die anderen wurden vom 24. April 1985 bis zum 30. September 1988 außer Dienst gestellt. Auf die Kutter wartete der Abwracker bis auf G 762 (ex G 94, G 62).

### Verbleib
Der Kutter Planet mit Wilhelmshaven als Heimathafen wurde schon Anfang der 1950er Jahre in polnischen Gewässern aufgebracht und gilt seitdem als verschollen.
Wega wurde später in Holstein umbenannt und mit dem Kennzeichen SE 5 in Seester registriert. Die Holstein sank im Sommer 1970 nördlich von Helgoland.
Meta Schröter fischte mit dem Fischereikennzeichen HF 500 von Hamburg-Finkenwärder. 1962 wurde sie in Finkenwärder verkauft, verlängert und erhielt neue Aufbauten, einen stärkeren Motor und den Namen Maike und fischte mit gleichem Fischereikennzeichen
noch 30 Jahre von Finkenwärder aus und ging erst 1992 a. D. Nach längerer Aufliegezeit und Reparatur wurde sie wieder in Dienst gestellt und lief von Bremerhaven mit dem neuen Fischereikennzeichen ABh1N und neuem Namen Pascal, später als Margrit  in der Hamenfischerei auf der Weser. Nach endgültiger Außerdienststellung 2016, einem tropentauglichen Umbau und einem 2017 geplatzten Verkauf nach Westafrika konnte der Kutter in Bremerhaven weiterverkauft werden. Nach erneutem Umbau dient das Schiff seit März 2019 als schwimmendes Café in Bremerhaven und firmiert in Anlehnung an den Spitznamen der in die DDR verkauften Kutter als „Eiscafé Zuckerkutter“.
Von den sieben Grenzkuttern wurden sechs nach Außerdienststellung verschrottet. Nur die ehemaligen SAS 206 Groß-Berlin, die als Stralsund vom Stapel lief, wurde erneut in der Fischerei eingesetzt und ging als WAR 50 Alter Strom an die Fischereiproduktionsgenossenschaft Warnemünde. Nach der Wende wurde der Kutter in das niederländische Haarlem verkauft.
Von den restlichen vier Sassnitzer Kuttern kamen SAS 201 Mecklenburg (neu STR 174) und SAS 203 Sachsen (STR 175) 1964/1965 nach Stralsund.
Die Mecklenburg kam 1992 in die Niederlande.
Die Sachsen ging 1991 als mittlerweile umfassend umgebaute MS Barents-See nach Rostock und bediente dort lange Zeit Angeltouristen. Aktuell (2021) fährt sie als Vermessungsschiff für Geophysikalische Daten und UXO-Detection für die Fa. VBW WEIGT GMBH
Aus Plum wurde nach der Ablieferung am 21. Oktober 1949 der Kutter SAS 205 Sachsen-Anhalt. Im Jahr 1970 kam sie nach Karlshagen auf Usedom und wurde als KAR 46 registriert. In den 2000er Jahren nach Polen weiterverkauft, befährt sie heute als DR Słowik von Łeba (deutsch Leba) mit Angeltouristen die Ostsee. Der Kutter blieb von größeren Umbauten verschont, das Kennzeichen KAR 46 ist unter dem Farbanstrich zu erkennen.
Ungeklärt ist noch das Schicksal der SAS 209 Hamburg.

## Übersicht alle Einheiten
| Bau-Nr. | Baujahr | Bauname       | Auftraggeber                     | Spätere Namen und Verbleib |
| ------- | ------- | ------------- | -------------------------------- | --- |
| 944     | 1945    | Scholle       | Glückstädter Heringsfischerei    | 1949: an DDR, VVB Fischwirtschaft Sassnitz, i. D. als SAS 202 Brandenburg; später: Umbau zum Grenzkutter; 13.09.1965: i. D. als G 91; später: G 60; ab 1.02.1986 G 761; 30.05.1988: a. D.; verschrottet |
| 945     | 1945    | Dorsch        | Glückstädter Heringsfischerei    | 1949: an DDR, VVB Fischwirtschaft Sassnitz, i. D. als SAS 207 Lübeck; später: Umbau zum Grenzkutter; 13.09.1965: i. D. als G 93; später: G 63; 28.06.1986: a.D; verschrottet |
| 946     | 1946    | Stint         | Glückstädter Heringsfischerei    | 1949: an DDR, VVB Fischwirtschaft Sassnitz, i. D. als SAS 210 Hannover; später: Umbau zum Grenzkutter; 13.09.1965 i. D. als G 95; später: G 64; 24.04.1985: a. D.; verschrottet |
| 947     | 1946    | Doggerbank    | Tietjen & Naatz                  | 03.09.1945: Bauauftrag durch ehemalige Fischdampferkapitäne Wilhelm Tietgen und Adolf Otto Johannes Naatz aus Finkenwärder. 03.05.1946: Stapellauf 05.05.1946: Vergabe Fischereikennzeichen HF 400 15.07.1946: Indienststellung 25.07.1946: Eintrag im Seeschiffsregister Hamburg, Registernummer 9764; Name: DOGGERBANK; Fischereikennzeichen: HF 400; Eigner/Betreiber: siehe Auftraggeber; Heimathafen: Finkenwärder; Flagge: provisorische Flagge des besetzten Deutschlands (Stander "C" mit Dreieckigem Einschnitt) Rufzeichen: DKOO; Rauminhalt ("cbm"): Brutto 180,32 m³, Netto: 57,30 m³; LüA: 21,00 m; Lpp: 19,21 m; Breite: 5,53 m; Tiefgang 2,72 m, vorne 1,95 m, hinten 2,70 m; BRT: 63,55; NRT: 20,00; Fassungsvermögen Fischraum: 500 Korb; Wasserverdrängung: 105 tons (long ton?); Segelfläche: 50 m²; Motor: Demag-Diesel (6 zyl. 4Te. Hd.?), 150 PS 14.08.1950: Flagge: Bundesflagge der BRD ??.??.1950: Rufzeichen: DHHS 23.06.1951: Verkauf und Verlegung. Fischereikennzeichen: BUR 16; Eigner/Betreiber: Heinz Albert Wilhelm Gnewuch, Burg auf Fehmarn; Heimathafen: Burgstaaken; ??.??.19??: neuer Motor: MAN-Diesel (6 zyl. 4Te. Hd.?), 146 PS 09.10.1956: Verkauf. Eigner/Betreiber: Hamburger Transport-Kontor Willy Ertel, Hamburg; 12.11.1956: Heimathafen: Hamburg ??.??.195?: Eintrag im Seeschiffsregister Lübeck, Registernummer 1098; 15.01.1960: im Register gelöscht; verkauft nach Chile; Dort angeblich Abbruch |
| 948     | 1946    | Nordsee       | Pieper & Broecker                | |
| 949     | 1946    | Wega          | M. Christensen                   | später: SE 5 Holstein; 1970: gesunken |
| 950     | 1947    | Alsterfleet   | Weidtmann & Ballin, Hamburg      | 1949: VVB Fischwirtschaft Sassnitz, i. D. als SAS 201 Mecklenburg; später: nach Stralsund als STR 174; Juni 1995: Verkauf in die Niederlande |
| 951     | 1947    | Plisch        | F. Laeisz, Hamburg               | 03.11.1949: an DDR, VVB Fischwirtschaft Sassnitz, i. D. als SAS 208 Bremen; später: Umbau zum Grenzkutter; 27.10.1965 i. D. als G 97; bereits am 29.04.1976: a. D.; verschrottet |
| 952     | 1947    | Planet        | F. Laeisz, Hamburg(?)            | 5. September 1947: Auslieferung an Max Christensen aus Hamburg und Peter Hiss aus Burgstaaken; Heimathafen: Wilhelmshaven (Eintrag im dortigen Seeschiffsregister); Rufzeichen: DNBB; Verdrängung: 105 tons; Fischrauninhalt: 500 Korb; Motor: 6 Zyl. 4Takt MaK Motor 180 PS; 1949: neues Rufzeichen DDCI; 1950/1951 in polnischen Gewässern wegen wiederholtem Eindringen in die Hoheitsgewässer aufgebracht und beschlagnahmt; Galt in Deutschland seitdem verschollen; In Polen aber wurden die Masten entfernt, ein neuer Propeller sowie eine 37-mm-Kanone nachgerüstet; diente in der polnischen Grenzwache; 1959 fuhr sie unter dem Namen Doker wieder als Fischereischiff; 1993 wurde sie auf einer Werft aufgelegt, blieb ohne Pflege und verfiel zusehends; 1998 wurde sie privat gekauft und mit einer Stagsegelschoonertakelung versehen und unter dem Namen Bonaventura in ein Hausboot umgewandelt; 2022 wurde in Marstal in Dänemark die Foreningen Neptun gegründet, die das Schiff kaufte. Seitdem wurde das in Neptun umbenannte Schiff einem großen Refit unterzogen, 2023 von Dänemark via Panamakanal zur zentralamerikanischen Westküste zur Werft Astilleros Marecsa in Mazatlán in Mexico gesegelt; Dort erfolgte ab Januar 2025 ein weiterer großer Refit und der Umbau in eine Brigantine, wobei von 2025 bis 2027 eine komplette Erdumrundung vollendet werden soll.                                                        |
| 953     | 1947    | Werna         | Weidtmann & Ballin, Hamburg      | 1949: VVB Fischwirtschaft Sassnitz, i. D. als SAS 203 Sachsen; 1964: nach Stralsund als STR 175; Oktober 1991: Verkauf nach Rostock als Barents-See; Einsatz als Hochseeangelkutter ??.??.????: neue Verwendung: Vermessungsschiff im Küstenbereich für Geophysikalische Daten und UXO-Detektierung (Unexploded Explosive Ordnance Detection = Aufspüren nicht explodierter Blindgänger) der Fa. VBW WEIGT GMBH ??.??.2019: Existenzdnachweis ??.08.2021: noch vorhanden (gesehen im Stadthafen Rostock) |
| 954     | 1947    | Gunnel        | Weidtmann & Ballin, Hamburg      | 1949: an DDR, VVB Fischwirtschaft Sassnitz, i. D. als SAS 209 Hamburg; |
| 955     | 1948    | Süllbarg      | Weidtmann & Ballin, Hamburg      | 1949: an DDR, VVB Fischwirtschaft Sassnitz, i. D. als SAS 211 Schleswig-Holstein; später: Umbau zum Grenzkutter; 13.09.1965 i. D. als G 96; später: G 65; 12.09.1986: a. D.; verschrottet |
| 956     | 1948    | Wiebke        | Weidtmann & Ballin, Hamburg      | 1949: an DDR, VVB Fischwirtschaft Sassnitz., i. D. als SAS 204 Thüringen; später: Umbau zum Grenzkutter; 12.10.1965: i. D. als G 92; später: G 61; 12.09.1986: a. D.; verschrottet |
| 957     | 1948    | Plum          | F. Laeisz, Hamburg               | 1949: an DDR, VVB Fischwirtschaft Sassnitz., i. D. als SAS 205 Sachsen-Anhalt; später: nach Karlshagen (FPG Wolgast?) als KAR 46; seit ca. 2000: als DR Słowik in Łeba, Polen. |
| 958     | 1948    | Meta Schröder | H.Schröder, Hamburg-Finkenwärder | 6. November 1948: Ablieferung; Abmessungen: 21,00 × 5,53 × 2,72 Meter; Vermessung: 64 BRT, 20 NRT; Verdrängung: 105 tons; Fischrauminhalt: 500 Korb; Motor: 6 Zyl. 4 Takt Deutz-Dieselmotor 150 PS Bj. 1947; Segelfläche Stützsegel: 50 m²; Heimathafen: Hamburg-Finkenwärder; Fischereikennzeichen: HF 500; Rufzeichen: DKRM; Register: Seeschiffsregister Hamburg; 1949: neues Rufzeichen DGXK; 1962: Verkauf an Ernst Rohman, Finkenwärder; neue Aufbauten; Verlängerung auf 24,55 m; Vermessung: 78,05 BRT; 27,48 NRT; neuer Motor: Deutz 300 (400?) PS; neuer Name: Maike; 1. Dezember 1992: mit Getriebeschaden an die Firma Empting in Cuxhaven verkauft; aus der Liste der Fischereifahrzeuge gestrichen; Auflieger Später: Weiterverkauf an Ulrich Willig, Bremerhaven, später Zeven; erneute Registrierung als Fischereifahrzeug in Bremerhaven; Name: Pascal; Fischereikennzeichen: ABh1N; später Umbenennung in Margrit; 2016: a. D.; Verkauf an eine Fischereigenossenschaft in Guinea-Bissau; Umrüstung für tropische Gewässer bei der Fa. Heise Bremerhaven; Herbst 2017: Auslaufverbot wegen unbezahlter Rechnungen; Verkauf an Roger Klibisch; Umbau zum schwimmenden Eiscafé; seit März 2019 an der Westseite im Neuen Hafen; in Anlehnung an die Spitznamen für die in die DDR verkauften Schwesterschiffe unter dem Namen „Eiscafé Zuckerkutter“.                                                                                  |
| 965     | 1949    | Mollex IV     | Gebr. Möller, Hamburg            | |
| 966     | 1949    | Stralsund     | ?                                | 16.02.1950: an DDR, VVB Fischwirtschaft Sassnitz, i. D. als SAS 206 Groß-Berlin; später: Umbau zum Grenzkutter; 20.10.1965: i. D. als G 94; später: G 62; 01.02.1986: G 762; 30.09.1988: a. D.; später: in Warnemünde als WAR 50 Alter Strom; in den 1990ern: in die Niederlande nach Harlem verkauft. |